# Cia Ordelaffi
Cia Ordelaffi, född 1317, död 1381, var en italiensk adelskvinna. Hon var gift med kondottiären Francesco II Ordelaffi, som gav henne ansvaret för försvaret av staden Cesena under sin frånvaro 1357, ett försvar för vilket hon blev berömd. 